# Philipp Ludwig I. (Hanau-Münzenberg)

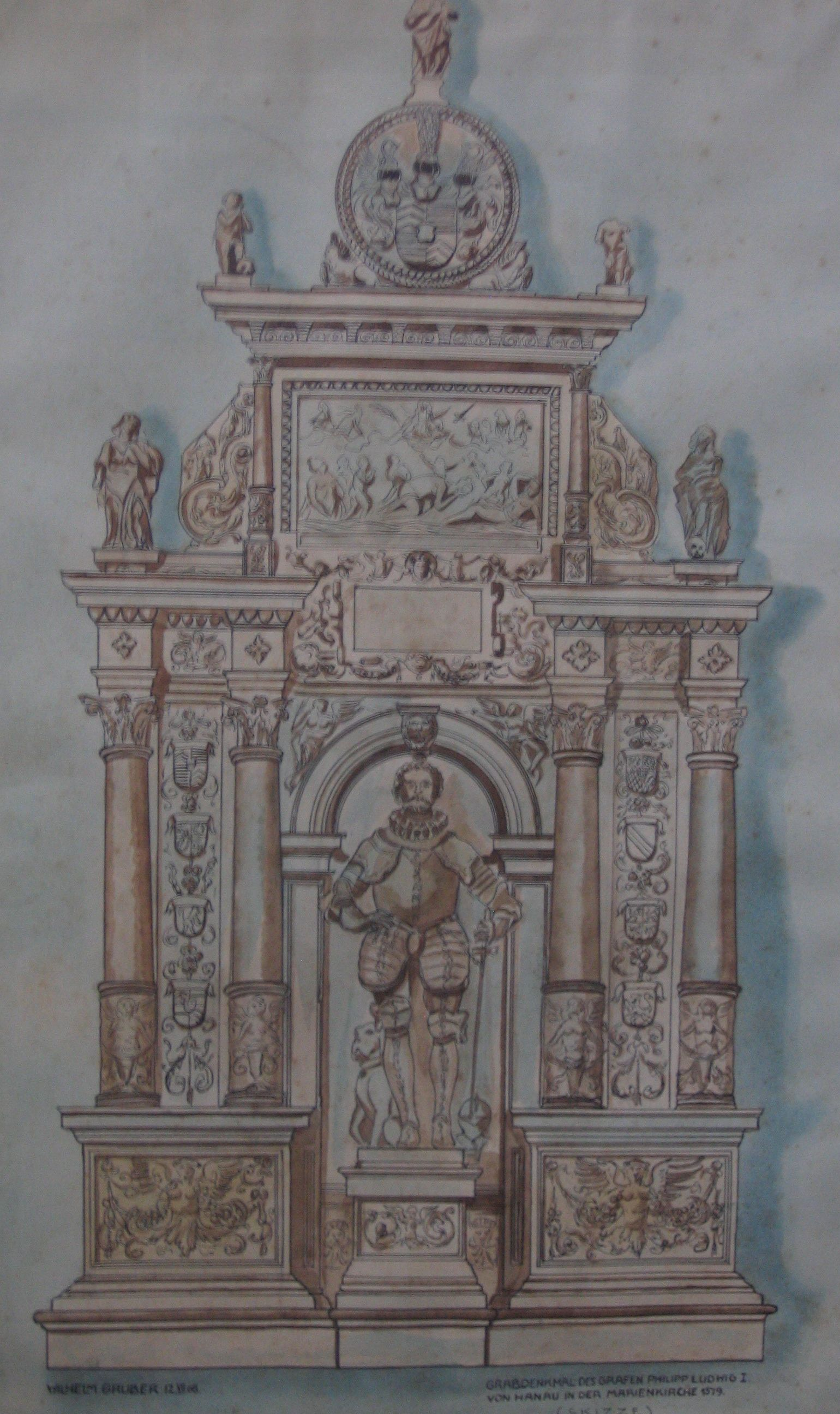
Zeichnung des im Zweiten Weltkrieg zerstörten Grabdenkmals des Grafen Philipp Ludwig I. von Hanau-Münzenberg von Karl Gruber

Philipp Ludwig I. (* 21. November 1553; † 4. Februar 1580) war ein deutscher Graf. Er folgte seinem Vater in der Regierung der Grafschaft Hanau-Münzenberg im Jahr 1561.

## Herkunft
Philipp Ludwig I. von Hanau-Münzenberg wurde als Sohn des Grafen Philipp III. von Hanau-Münzenberg und der Pfalzgräfin Helena von Simmern geboren. Taufpaten waren:
- Herzogin Maria von Pfalz-Simmern (* 1519; † 1567), Tochter des Markgrafen Kasimir von Brandenburg-Kulmbach, verheiratet mit Kurfürst Friedrich III. von der Pfalz;
- Graf Philipp zu Solms-Braunfels;
- Graf Ludwig zu Stolberg-Königstein

| Ahnentafel Graf Philipp Ludwig I. von Hanau-Münzenberg | Ahnentafel Graf Philipp Ludwig I. von Hanau-Münzenberg                                                      | Ahnentafel Graf Philipp Ludwig I. von Hanau-Münzenberg                                      | Ahnentafel Graf Philipp Ludwig I. von Hanau-Münzenberg                                         | Ahnentafel Graf Philipp Ludwig I. von Hanau-Münzenberg                                   | Ahnentafel Graf Philipp Ludwig I. von Hanau-Münzenberg | Ahnentafel Graf Philipp Ludwig I. von Hanau-Münzenberg |
| ------------------------------------------------------ | --- | ------------------------------------------------------------------------------------------- | ---------------------------------------------------------------------------------------------- | ---------------------------------------------------------------------------------------- | ------------------------------------------------------ | ------------------------------------------------------ |
| Urgroßeltern                                           | Reinhard IV. von Hanau-Münzenberg (* 1473; † 1512) ⚭ Katharina von Schwarzburg-Blankenburg (* 1470; † 1514) | Botho zu Stolberg (* 1467; † 1538) ⚭ Anna von Eppstein-Königstein (* 1482; † 1538)          | Johann I. von Pfalz-Simmern (* 1459; † 1509) ⚭ Johanna von Nassau-Saarbrücken (* 1464; † 1521) | Christoph I. von Baden (* 1453; † 1527) ⚭ Ottilie von Katzenelnbogen (* 1451; † 1517)    |                                                        |                                                        |
| Großeltern                                             | Philipp II. von Hanau-Münzenberg (* 1501; † 1529) ⚭ 1. Juliana zu Stolberg (* 1506; † 1580)                 | Philipp II. von Hanau-Münzenberg (* 1501; † 1529) ⚭ 1. Juliana zu Stolberg (* 1506; † 1580) | Johann II. von Pfalz-Simmern (* 1492; † 1557) ⚭ Beatrix von Baden (* 1492; † 1535)             | Johann II. von Pfalz-Simmern (* 1492; † 1557) ⚭ Beatrix von Baden (* 1492; † 1535)       |                                                        |                                                        |
| Eltern                                                 | Philipp III. von Hanau-Münzenberg (* 1526; † 1561) ⚭ Helena von Simmern (* 1532; † 1579)                    | Philipp III. von Hanau-Münzenberg (* 1526; † 1561) ⚭ Helena von Simmern (* 1532; † 1579)    | Philipp III. von Hanau-Münzenberg (* 1526; † 1561) ⚭ Helena von Simmern (* 1532; † 1579)       | Philipp III. von Hanau-Münzenberg (* 1526; † 1561) ⚭ Helena von Simmern (* 1532; † 1579) |                                                        |                                                        |
| Philipp Ludwig I.                                      | |                                                                                             |                                                                                                |                                                                                          |                                                        |                                                        |

Zur Familie vgl. Hauptartikel: Hanau (Adelsgeschlecht)
Überliefert ist das Interesse des Grafen Philipp Ludwig I. am Sammeln von Münzen und Medaillen.

## Jugend

### Kindheit
Biografische Unterlagen über Graf Philipp Ludwig I. gibt es ab dem Jahr 1560. Er wurde damals von seinem Vater als Amtmann von Steinau eingesetzt. Er war zu diesem Zeitpunkt sieben Jahre alt – es kann sich also nur um eine Sinekure gehandelt haben. Schon ein Jahr später starb sein Vater und er erbte die Grafschaft Hanau-Münzenberg. Das machte eine Vormundschaft erforderlich.

### Vormundschaft
Errichtet wurde die Vormundschaft auf Initiative seiner Mutter durch das Reichskammergericht. Zu Vormündern wurden – antragsgemäß – bestellt:
- Graf Johann VI. von Nassau-Dillenburg, ein Stiefgroßonkel des Mündels, der mit diesem auch – über weit mehr Generationen – direkt verwandt war und
- Graf Philipp IV. von Hanau-Lichtenberg, regierender Graf der anderen Hanauer Linie und somit – allerdings sehr entfernt – verwandt mit dem Mündel.
- Kurfürst Friedrich III. von der Pfalz wird zwar in der Literatur als Obervormund genannt. Dafür aber gibt es keine urkundlichen Belege.

Der mit dem Mündel viel enger verwandte Graf Reinhard I. von Solms, der schon als Vormund für den Vater des jetzigen Mündels tätig geworden war, wurde bei Errichtung der Vormundschaft offensichtlich übergangen. Er hatte mit einer Aufnahme in die Vormundschaft wohl offensichtlich gerechnet und schon die Huldigung von Untertanen eingeholt. Er musste sie nun wieder davon entbinden. Dies geschah vor dem Hintergrund, dass Graf Reinhard I. von Solms altgläubig war, die Grafschaft Hanau sich aber mittlerweile politisch und das Grafenhaus verwandtschaftlich fest im Lager der Reformation befanden. Andererseits war der Gegensatz zwischen reformierter (pfälzischer) und lutherischer (hanau-lichtenberger) Richtung der Reformation noch nicht so ausgeprägt wie eine Generation später, als dies in der nächsten hanau-münzenbergischen Vormundschaft zu heftigen Auseinandersetzungen zwischen den konfessionsverschiedenen Vormündern führte. Jetzt stritt man eher über die konfessionelle Ausrichtung der zu wählenden Ausbildungsstätten für den Grafen, einigte sich letztlich aber immer.
In der Zeit der Vormundschaft für Philipp Ludwig kam es mit der Burggrafschaft Friedberg zum Streit um die Einkünfte aus der Kellerei Naumburg, der in der Naumburger Fehde gipfelte.

### Ausbildung
Der junge Graf Philipp Ludwig I. wird von seinen Erziehern als hochintelligent und lernbegierig beschrieben. Ab 1563 wird seitens der Vormundschaft wegen einer auswärtigen Ausbildung des jungen Grafen sondiert. Als das zu nichts führte, kam er für drei Jahre an den Hof seines nassauischen Vormunds in Dillenburg, wo er zusammen mit Heinrich von Nassau (* 1550; † 1574), dem jüngsten Bruder seines Vormunds, erzogen wurde. Beide wurden anschließend auch gemeinsam auf Bildungsreise geschickt: 1567–1569 an die Universität Straßburg, ab 1569 an die Universität Tübingen. Hier kam Graf Philipp Ludwig I. in Kontakt mit den sich heftig entfaltenden theologischen Kontroversen innerhalb der reformatorischen Bewegung.
Im Anschluss an den Aufenthalt in Tübingen sollte die Ausbildung in Frankreich fortgesetzt werden. 1572 traf Graf Philipp Ludwig I. in Paris ein. Hier hatte er auch Kontakt mit dem Führer der Hugenotten, Admiral Gaspard II. de Coligny, seigneur de Châtillon, und geriet mitten in das Massaker der Bartholomäusnacht, dem er nur knapp entkam. Am 15. September 1572 war er wieder in Buchsweiler, heute: Bouxwiller, der Residenzstadt der Grafschaft Hanau-Lichtenberg.
Die Studien wurden an der Universität Basel fortgesetzt, von wo aus er auch Exkursionen in die innere Schweiz unternahm. Dem schloss sich ab 1573 ein Italienaufenthalt an, bei dem zahlreiche Orte in Norditalien aufgesucht wurden, bevor das eigentliche Reiseziel, die Universität Padua, erreicht war. Von hier aus gelangte er studienhalber bis Rom. Der Rückweg führte ihn 1574 über Wien. Dieses Bildungsprogramm für einen Grafen war für die damalige Zeit außergewöhnlich facettenreich und durchaus nicht Standard.

### Familie
Graf Philipp Ludwig I. heiratete im Februar 1576 die Gräfin Magdalene von Waldeck (1558–1599). Über das Datum der Hochzeit gibt es drei verschiedene Angaben (2. Februar 1576, 5. Februar 1576, 6. Februar 1576). Die Heirat mit Magdalene von Waldeck, deren Familie eher in Richtung Landgrafschaft Hessen und Erzbistum Köln orientiert und ständisch auch niedriger eingestuft wurde als die Grafen von Hanau, erfolgte gegen den anfänglichen Widerstand seines Nassauer Vormunds, der eine Heirat in das Umfeld des eigenen Clans bevorzugt hätte. Es scheint zum einen eine Liebesheirat gewesen zu sein, vielleicht aber gerade auch ein bewusstes Absetzen gegen den politisch dominierenden Einfluss des Nassauers in der Grafschaft Hanau-Münzenberg.
Philipp und Magdalene hatten vier gemeinsame Kinder:
1. Philipp Ludwig II. (1576–1612)
2. Juliane (* 13. Oktober 1577; † 2. Dezember 1577), beigesetzt im Chor der Marienkirche in Hanau
3. Wilhelm (* 26. August 1578; † 14. Juni 1579), beigesetzt ebenfalls im Chor der Marienkirche in Hanau
4. Albrecht von Hanau-Münzenberg-Schwarzenfels (Albert) (1579–1635)

## Regierung
Am 13. November 1562 passierte Kaiser Ferdinand I. auf dem Weg zur Krönung seines Sohnes Maximilian II. am 24. November 1562 in Frankfurt am Main die Residenz Hanau, erhielt einen Empfang und begab sich zur Jagd.
1563 wurde in Hanau ein Konsistorium eingerichtet und damit die Reformation auch auf der Ebene der Verwaltung institutionalisiert. Das Hanauer Konsistorium bildete zunächst eine Abteilung der gräflichen Kanzlei. Erst unter dem Sohn des Grafen Philipp Ludwig I., Graf Philipp Ludwig II., wird diese oberste Kirchenbehörde 1612 von der Kanzlei emanzipiert und eine eigenständige Einrichtung.
1571 wird das Solmser Landrecht, eine Auftragsarbeit der Grafen zu Solms, publiziert. Da die Rechtslage in den Solms benachbarten Territorien sehr ähnlich war, verbreitete es sich im Gebiet des Wetterauischen Reichsgrafenkollegiums schnell. Lokale Abweichungen wurden durch örtliche Bekanntmachungen veröffentlicht. In der Grafschaft Hanau-Münzenberg wurde die Rechtssammlung spätestens seit 1581 verwendet. In Teilen galt dieses Recht bis zur Einführung des Bürgerlichen Gesetzbuches am 1. Januar 1900.
Die seit 1575 eigenständige Regierung des Grafen Philipp Ludwig I. ist geprägt von vorsichtigem Manövrieren in dem sich unter der multi-konfessionellen Belastung und dem Streben der Reichsterritorien nach staatlicher Konsolidierung immer mehr anspannenden Netz der politischen Beziehungen im Reich und in der Region. 1578 wurde die (lutherische) Kirchenordnung der Grafschaft Hanau-Lichtenberg auch in der Grafschaft Hanau-Münzenberg eingeführt. Graf Philipp Ludwig I. agierte also auch hier vorsichtig und verzichtet – wohl entgegen persönlicher Überzeugung – auf das radikalere reformierte Modell. Diese „zweite Reformation“, die Hinwendung zum reformatorischen Lager, erfolgt erst unter seinem Sohn und Nachfolger, Graf Philipp Ludwig II.
Unter der Regierung des Grafen Philipp Ludwig I. konnte Hanau endgültig die Dörfer Dorheim, Schwalheim, Rödgen, die vormaligen Klöster Konradsdorf und Hirzenhain und ein Drittel von Ortenberg den Grafen zu Stolberg abkaufen, Gebiete, die vorher schon an Hanau verpfändet waren. Außerdem kaufte er Ober- und Niedereschbach, Steinbach und Anteile an Holzhausen.

## Tod

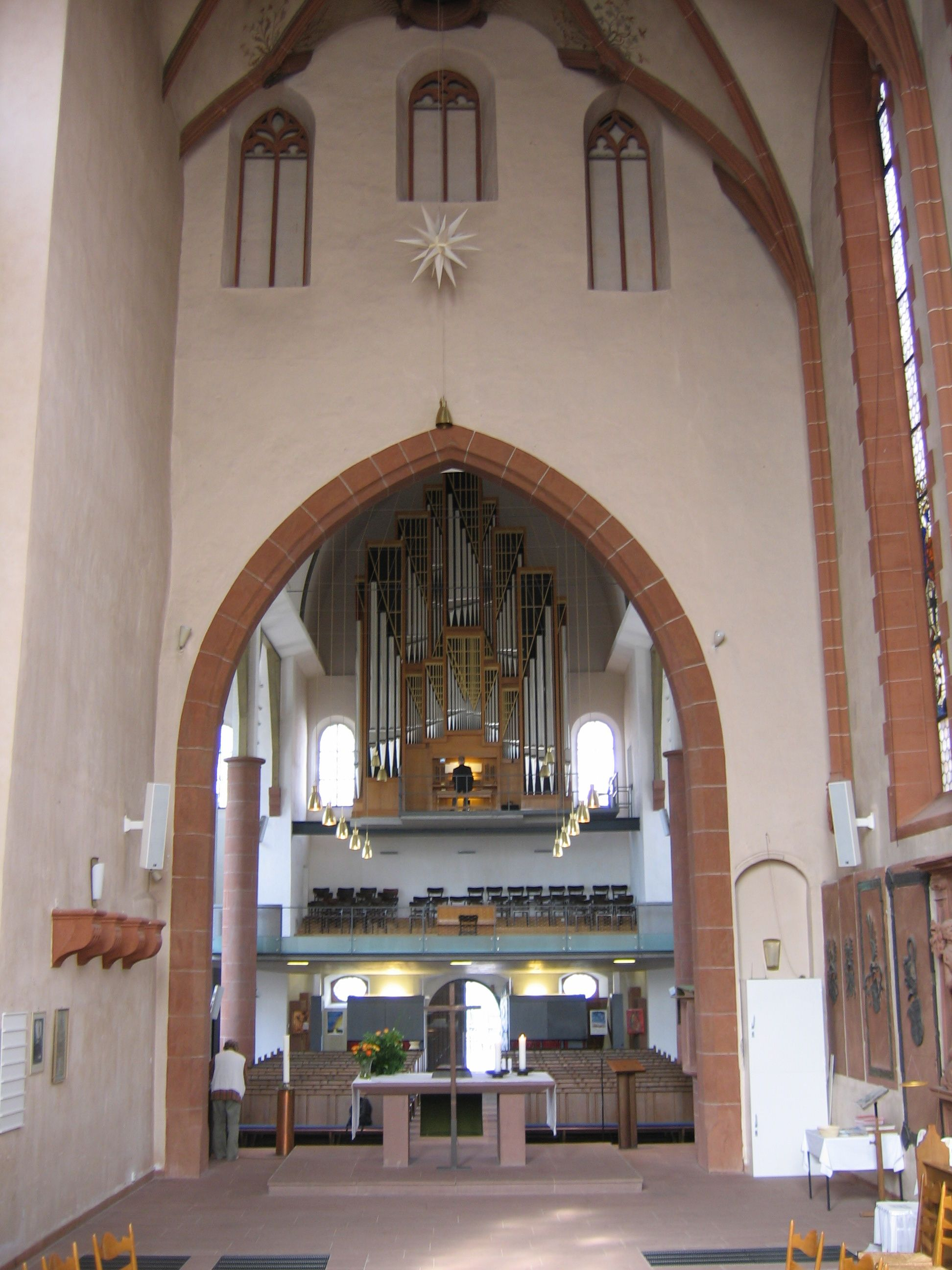
Chor der Marienkirche in Hanau. An der linken Seitenwand die Konsolen, die das Epitaph Graf Philipp Ludwig I. trugen

Der Tod des Grafen Philipp Ludwig I. trat sehr plötzlich ein. Zwar habe er drei oder vier Tage vor seinem Tod über Schwachheit und Übelkeit geklagt, das aber selbst nicht sehr ernst genommen. Er sei „zwischen 4 und 5 Uhren nach Mittag durch ein Ohnmacht, welche Ihre gnaden gantz unversehentlich uber Disch undt Spielen angekommen“ verstorben.
Er wurde im Chor der Marienkirche in Hanau, auf der rechten Seite, also in der Nähe der Südwand des Chores, in unmittelbarer Nähe seines Vaters bestattet. Zu seiner Beisetzung erschien eine Leichenpredigt. Ihm wurde dort ein kunsthistorisch bedeutendes Epitaph, eine bedeutende Schöpfung der Hochrenaissance, errichtet. Nach dessen Zerstörung im Zweiten Weltkrieg sind davon nur noch einige Bruchstücke erhalten, die im Historischen Museum Hanau aufbewahrt werden. Vier leere Konsolen an der Südwand des Chores weisen auf den ehemaligen Standort hin.
Seine Witwe, Gräfin Magdalene, geb. von Waldeck, heiratete 1581 erneut und zwar Graf Johann VII. von Nassau-Siegen.